# 阿嘉莎·克莉絲蒂的秘密筆記
《阿嘉莎·克莉絲蒂的秘密筆記》（英語：Agatha Christie's Secret Notebooks）是約翰·柯倫的著作，於2009年9月由哈潑柯林斯出版社出版。書中分析了推理作家阿嘉莎·克莉絲蒂所遺留下的七十多本筆記，並收錄兩篇此前並未發表的白羅探案故事《惡犬克爾柏洛斯》和《狗狗的玩具球事件》。
續作《Agatha Christie’s Murder in the Making》於2012年出版。

## 殊榮
- 2010年，獲得阿嘉莎獎（英语：Agatha Award）最佳非小說獎[5]。
- 2011年，獲得安東尼獎最佳評論/ 非小說獎[6]。
- 2011年，提名愛倫·坡獎最佳評論或傳記獎[7]。